# Odontostomias
Odontostomias es un género de peces que pertenece a la familia Stomiidae.

## Especies
Especies reconocidas del género:
- Odontostomias masticopogon Norman, 1930
- Odontostomias micropogon Norman, 1930